# Jürgen Winkler (Bergsteiger)
Jürgen Winkler (* 1940 in Berlin) ist ein deutscher Bergsteiger, Fotograf und Sachbuchautor.

## Leben
Der gebürtige Berliner wuchs in Frankenberg (Eder) auf. Nach erfolgtem Umzug nach Frankfurt am Main begann er Ende der 1950er Jahre mit dem Bergsteigen. Ab den 1960er Jahren betätigte er sich verstärkt auch als Fotograf. So fertigte er Fotos für das gemeinsam mit Walter Pause herausgegebene Buch „Im extremen Fels“, das im Jahre 1970 erschien.
Er war 1970 Mitglied der Siegi-Löw-Gedächtnisexpedition zum Nanga Parbat gemeinsam mit Reinhold Messner und dessen jüngerem Bruder Günther, Gerhard Baur, Werner Haim und vielen anderen. Aufgrund eines verlorenen Steigeisens kam er nicht bis zum Gipfel und musste bereits vor Erreichen des Lagers 4 abbrechen.
1976 bzw. 2000 erschienen seine Bildbände „Nepal“ und „Himalaya“.

## Ausstellungen
- 2016–2017: Standpunkt. Jürgen Winkler 1951–2016, Alpines Museum (München).[1]